# 안강중앙로
안강중앙로(Angangjungang-ro)은 경상북도 경주시 안강읍 중심부에 가로지르는 연결하는 도로이다.

## 노선 경로
- 산대삼거리 - 호국로 (국도 제28호선)
- (이름 없음) - 비화중로
- (이름 없음) - 안현로
- 안강교차로 - 호국로 (국도 제28호선 ; 안강 · 영천 방향), 형산로 (국가지원지방도 제68호선 ; 경주 방향)
- 호국로와 직결 (국도 제28호선 ; 강동 방향)

## 주요 건물 및 시설
- 원불교안강교단 - 경상북도 경주시 안강읍 안강중앙로 51
- 안강119안전센터 - 경상북도 경주시 안강읍 안강중앙로 146
- 안강중앙병원 - 경상북도 경주시 안강읍 안강중앙로 150-3
- 안강제일초등학교 - 경상북도 경주시 안강읍 안강중앙로 189
- 안강파출소 - 경상북도 경주시 안강읍 안강중앙로 223
- 안강우체국 - 경상북도 경주시 안강읍 안강중앙로 224
- 안강중학교, 안강전자고등학교 - 경상북도 경주시 안강읍 안강중앙로 269
- 한국농촌공사 경주안강지소 - 경상북도 경주시 안강읍 안강중앙로 274
- 대성사 - 경상북도 경주시 안강읍 안강중앙로 284

## 같이 보기
- 안강읍